# Mewa srebrzysta
Mewa srebrzysta (Larus argentatus) – gatunek dużego ptaka wodnego z rodziny mewowatych (Laridae), zamieszkującego Europę, głównie północną i zachodnią.

## Systematyka i występowanie
Systematyka skomplikowana i sporna. Niektórzy włączali w gatunek wszystkie podgatunki mewy żółtonogiej (Larus fuscus) i mewy białogłowej (Larus cachinnans), a niekiedy inne taksony traktowane obecnie jako osobne gatunki. Do niedawna do Larus argentatus wliczano także podgatunki wydzielone do osobnego gatunku o nazwie mewa popielata (Larus smithsonianus).
Obecnie (2025) wyróżnia się tylko dwa podgatunki Larus argentatus:
- Larus argentatus argentatus – od Danii poprzez Półwysep Skandynawski i północną Rosję po Półwysep Kolski na wschodzie. Zimuje głównie w północnej i zachodniej Europie[4].

W Polsce gnieździ się nielicznie od 1968 roku w niżowej części kraju. Obecnie kolonie występują głównie na płaskich dachach budynków i na betonowych powierzchniach nad wodą w większych miastach polskiego wybrzeża. Podczas przelotów mewa ta licznie pojawia się na wybrzeżu, a sporadycznie również w głębi kraju np. środkowym odcinku Wisły. Jej zasięg stopniowo się poszerza. Liczebność rosła do początku lat 90. W czasie tej kolonizacji część drapieżników, w tym norki, nauczyły się wyszukiwać i plądrować jej gniazda, wyjadając młode i jaja, co spowodowało, że nie spotyka się już prawie jej gniazd w siedliskach naturalnych.
- Larus argentatus argenteus – Islandia, Wyspy Owcze, Wyspy Brytyjskie oraz wybrzeża Europy Zachodniej od zachodniej Francji po zachodnie Niemcy. Zimą południowa granica zasięgu jej występowania przesuwa się po północną część Półwyspu Iberyjskiego[4].

Zasadniczo w ciągu ostatnich kilkudziesięciu lat gatunek poszerzył swój zasięg i liczebność. Zaczął pojawiać się w południowej Skandynawii, krajach bałtyckich, na południu Francji, sięgając jezior szwajcarskich. Przypisuje się to wykorzystywaniu przez ptaki tego gatunku odpadków z floty rybackiej.

## Charakterystyka

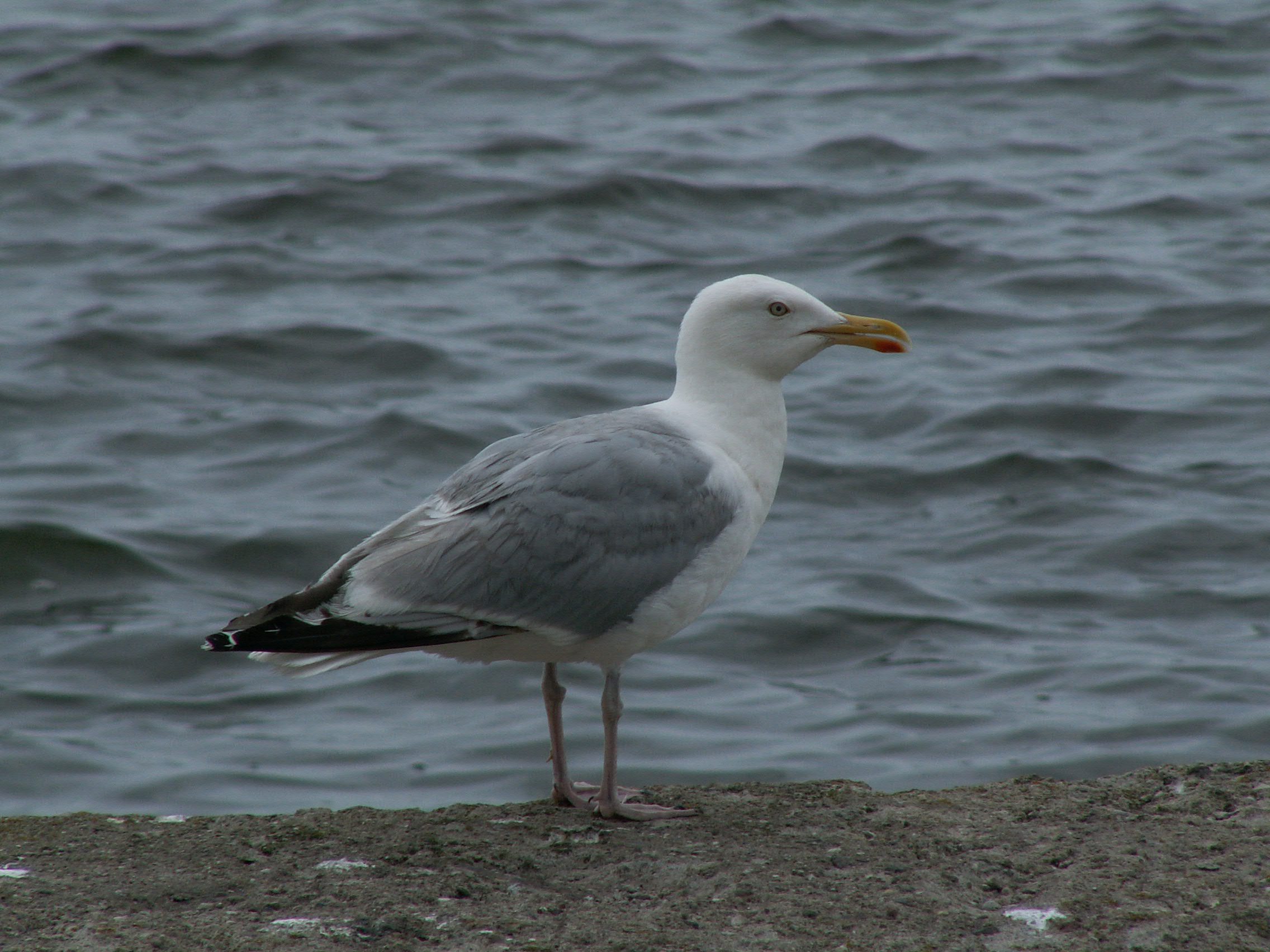
Osobnik dorosły

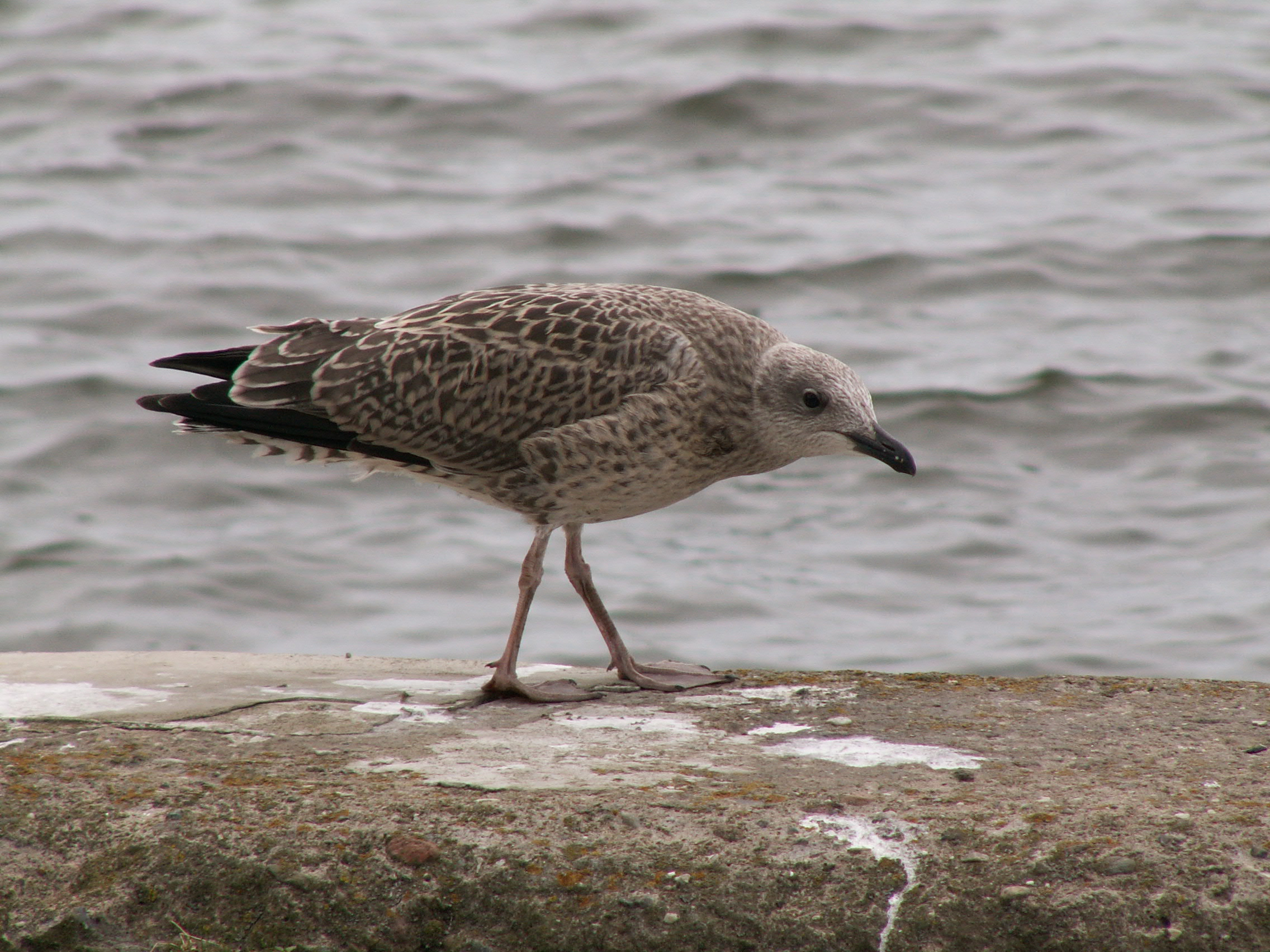
Osobnik młody o charakterystycznym brudnobrązowym upierzeniu

Cechy gatunkuTo najliczniejszy w Europie gatunek dużej mewy. Wyraźny jedynie dymorfizm wiekowy. U osobników dorosłych w szacie godowej grzbiet i skrzydła popielate, końce skrzydeł czarne z białymi plamkami, reszta ciała biała. Głowa również jest w całości biała, jednak w szacie spoczynkowej pojawia się mniej lub bardziej wyraźne „strychowanie” – czyli szare zabarwienie końcówek piór nadające głowie pstry wygląd. Dziób mocny, żółty z czerwoną plamką na żuchwie. Czarne lotki na końcach skrzydeł mają białe czubki. Żółta tęczówka z żółtą lub rzadziej pomarańczową obrączką powiekową. Osobniki młodociane białe z brązowym deseniem, gęstszym na wierzchu ciała, brązowym grzbietem o piórach biało obrzeżonych. Dziób brązowy, nogi cieliste. Z wiekiem przybywa barwy popielatej na grzbiecie i skrzydłach, a zanika brązowy deseń. Ostateczne ubarwienie osiągają w 4. roku życia. Razem w ciągu swojego rozwoju przybiera do 10 szat. Samiec i samica są prawie tak samo ubarwione. Część populacji zachodnioeuropejskich jest osiadła, pozostałe, zwłaszcza północnoeuropejskie, są wędrowne. Potrafią pokonać długie podróże na południe. Zarówno wielkość, jak i ubarwienie mewy srebrzystej są zmienne i zależą od pochodzenia. Dlatego też popielatoszary grzbiet i skrzydła mogą być u innych populacji tak ciemne jak u mewy żółtonogiej. Jaśniejsze łapy mają ptaki z Europy Zachodniej i Skandynawii. Zwykle L. a. argentatus ma różowe nogi, L. a. argenteus żółte; zdarzają się jednak odstępstwa od tej zasady, np. spora część populacji L. a. argentatus znad Bałtyku ma nogi żółte, proponowano nawet wydzielenie jej do osobnego gatunku L. a. omissus, jednak nie jest on obecnie uznawany. Ptaki z podgatunku L. a. argenteus są bledsze i mniejsze niż L. a. argentatus.
Podobne mewy popielate i żółtonogie też mają białe plamki na końcach lotek, ale ich układ jest inny. Dużo większa od gołębia i mewy pospolitej, choć bardzo podobna do niej.
GłosMewy srebrzyste krzyczą jak mewy żółtonogie, choć ich skwir jest donioślejszy i głośny kiija-kija-kia-kjaa-kjau.
Wymiary
- Długość ciała 55–67 cm (podgatunek nominatywny)[5]
- Rozpiętość skrzydeł 125–155 cm (podgatunek nominatywny)[5]
- Masa ciała: 717–1525 g (podgatunek nominatywny), 600–1150 g (L. a. argenteus)[5]

## Biotop
Brzegi mórz (w tym wewnętrzne), ujścia rzek i wyspy w ich nurcie i duże jeziora, zbiorniki zaporowe i stawy hodowlane, również śródlądowe. Lęgnie się na piaszczystych lub skalistych plażach lub słabo porośniętych obszarach.

## Okres lęgowy

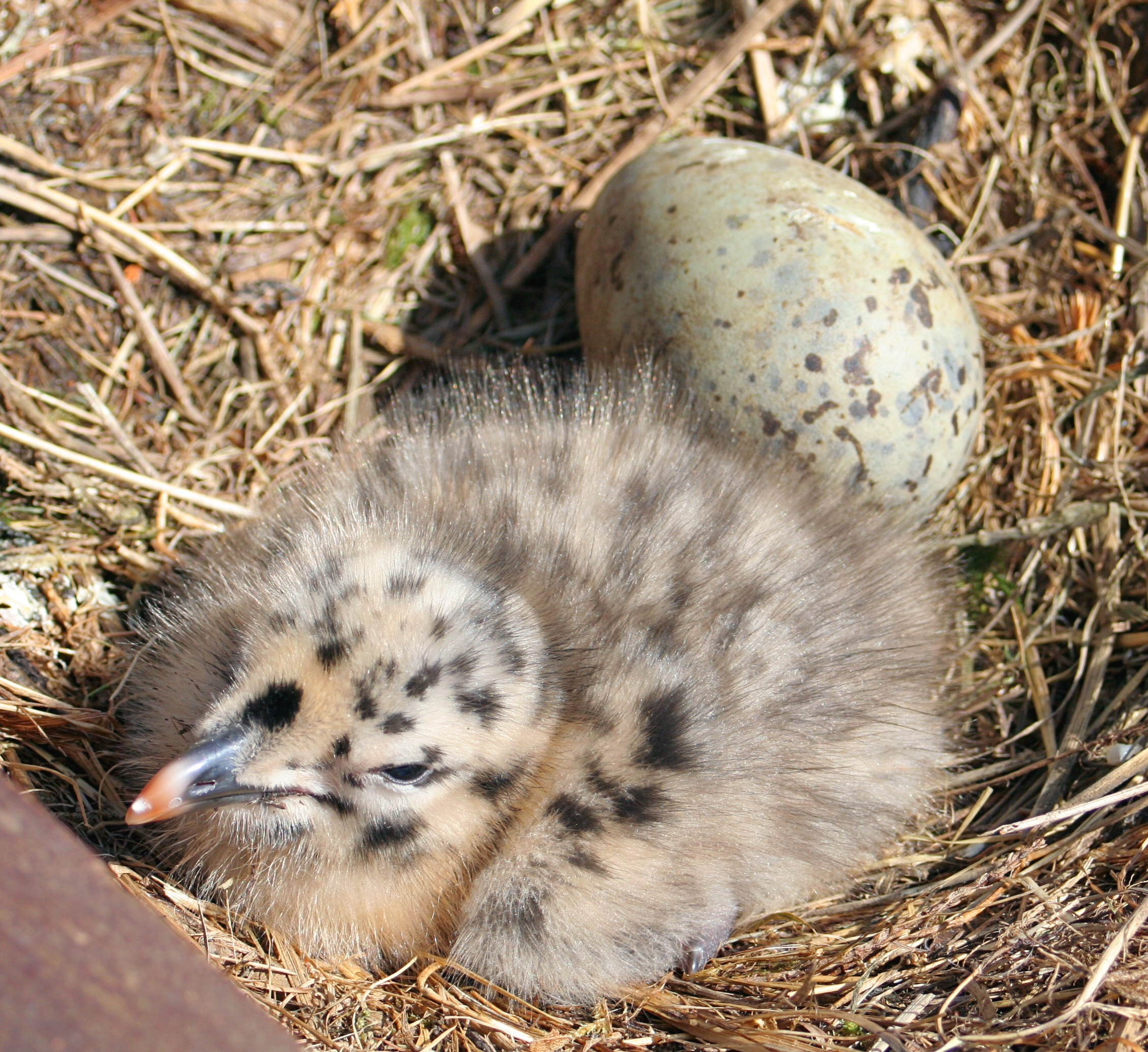
Pisklę z jajem w gnieździe

GniazdoMewy przylatują na lęgowiska w marcu lub kwietniu. Zaraz po odbyciu, dość groteskowo wyglądających, toków zabierają się za budowę gniazd. Mewa srebrzysta tworzy kolonie lęgowe na różnego typu wybrzeżach. Liczą one od kilkunastu do kilku tysięcy par. Im liczniejsza kolonia, tym częściej dochodzi w niej do aktów kanibalizmu w stosunku do piskląt innych par. Gniazdo lokują na płaskich wybrzeżach wśród kęp traw, na nadbrzeżnych skałach oraz wśród trzcin nad jeziorami. Obserwuje się jednak lęgi również na dachach domów. Wysłane są materiałem roślinnym, a czasem na gruncie ma formę kopca. Ptaki te są monogamiczne.
JajaW ciągu roku wyprowadza jeden lęg, składając w kwietniu-czerwcu 1–3 oliwkowozielonych jaj w ciemne plamki.
Wysiadywanie i dorastanieJaja wysiadywane są przez okres 23–29 dni przez obydwoje rodziców. Młode opuszczają gniazdo po 2–3 dniach po wykluciu. Pokarm przynoszą rodzice. Pisklęta umieją latać w wieku 7 tygodni. Pierwszy lęg wyprowadzają w wieku ok. 3 lat. Od lipca ptaki zaczynają latać nad wybrzeżami, siadają na wydmach i towarzyszą płynącym statkom. Zimą młode ptaki przemieszczają się w głąb lądu.

## Pożywienie

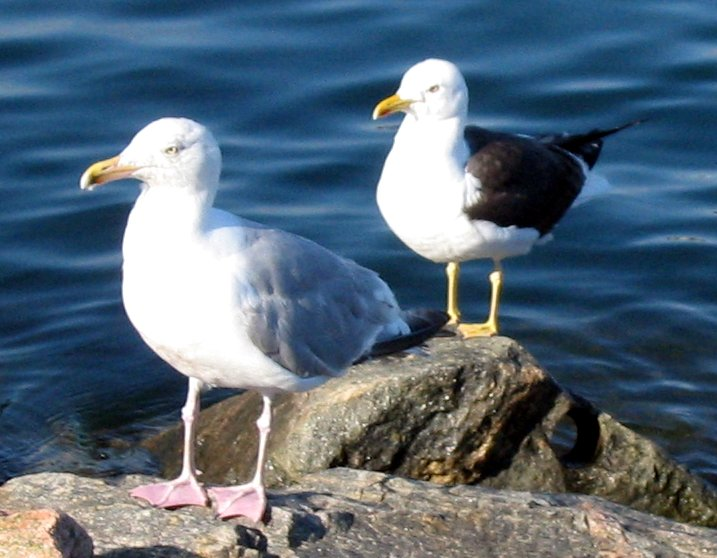
L. a. argentatus (z przodu) w porównaniu z mewą żółtonogą (z tyłu)

Wszystkożerna. Pokarm zwierzęcy, m.in. płazy, ryby, ssaki, poza tym odpadki i jagody. Kradną jaja i pisklęta innych ptaków np. innym mewom, kaczkom i rybitwom. Ich żarłoczność jest tak duża, że mogą zjadać pisklęta z sąsiednich lęgów w kolonii, a nawet swoje własne.
Szybując w locie patrolowym, wypatrują wyrzuconych na brzegach skorupiaków, jeżowców i padliny. W mule i błocie znajdują małże, które zjadają razem ze skorupkami lub zrzucają je z wysoka, by się roztrzaskały o twarde podłoże. Brodzą też w płytkiej wodzie. Potrafią rzucać się z wysokości 5 metrów w wodę i nurkować na kilkadziesiąt centymetrów. Gdy pływa, zdobycz chwyta z powierzchni wody lub zanurzając głowę. Może też łapać owady w locie. Szuka pokarmu także w pobliżu płynących kutrów rybackich. Zimą, gdy brakuje pokarmu, chętniej odwiedza wysypiska śmieci. Rzadziej spożywa pokarm roślinny. Skład diety jest uzależniony zatem od zasobów i pory roku.

## Status i ochrona

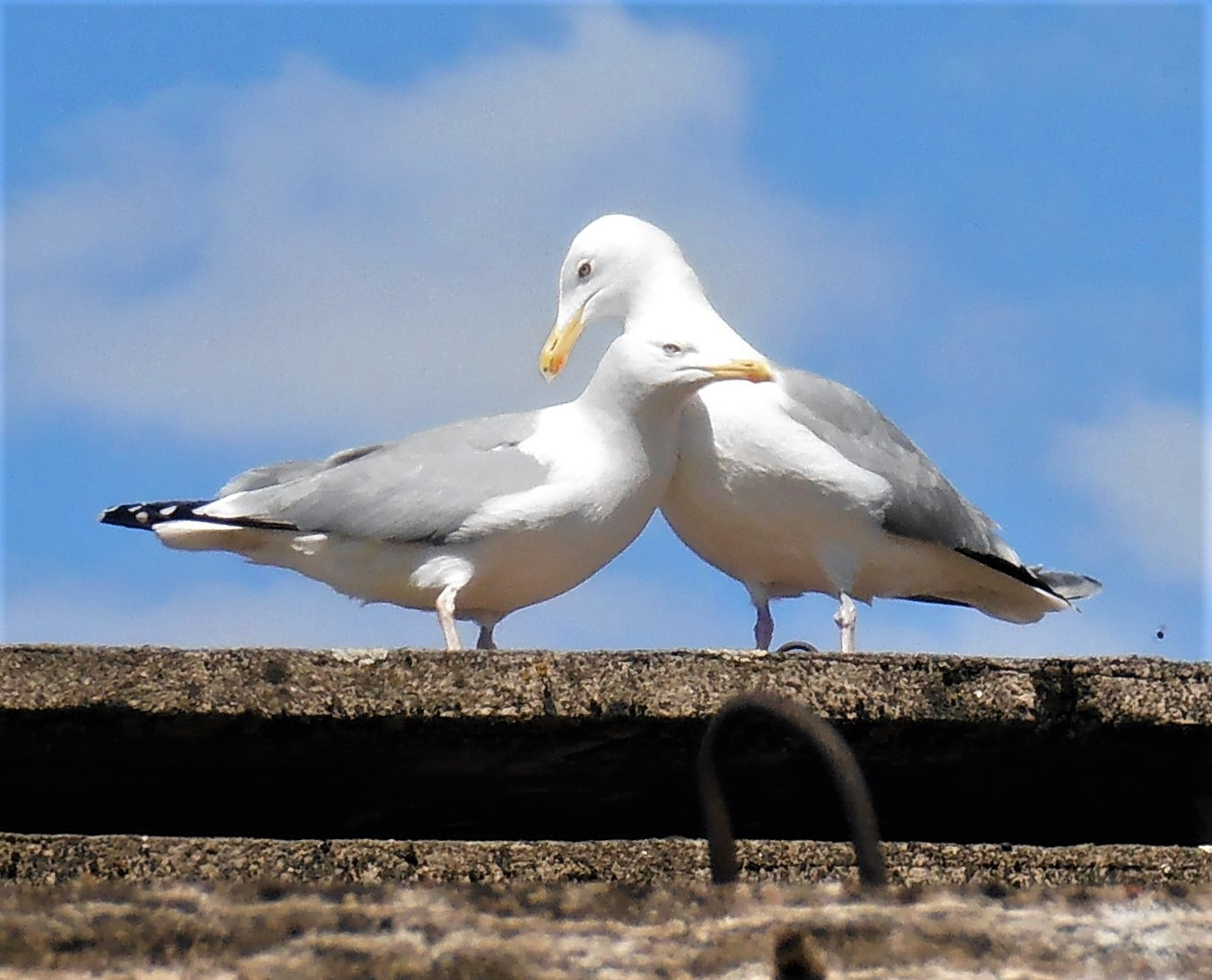
Para mew srebrzystych w Szczecinie

Międzynarodowa Unia Ochrony Przyrody (IUCN) uznaje mewę srebrzystą za gatunek najmniejszej troski (LC – least concern). Liczebność populacji szacuje się na 1,06–1,22 miliona dorosłych osobników. Trend liczebności populacji jest spadkowy.
Gatunek w Polsce chroniony częściowo. Na Czerwonej liście ptaków Polski mewa srebrzysta sklasyfikowana została jako gatunek najmniejszej troski (LC). W latach 2007–2012 liczebność populacji lęgowej na terenie kraju szacowano na 2700–3000 par.